# Pomponio Porfirión
Pomponio Porfirión fue un gramático romano nativo de África de entre los siglos II y III conocido por sus escolios sobre Horacio muy útiles para el estudio de las obras del mismo, pero que probablemente sufrieran muchas alteraciones e interpolaciones de copistas medievales. 

### Ediciones
- W. Meyer (1874);
- A. Holder (1894);
- Bibliotheca Teubneriana Latina (BTL) 3, Editor : Centro "Traditio Litterarum Occidentalium" Turnhout, Múnich (K.G. Saur) 2004

### Monografías
- C. F. Urba, Meletemata porphyrionea, 1885;
- E. Schweikert, De Porphyrionis ... scholiis Horatianis, 1865;
- F. Pauly, Quaestiones criticae de ... Porphyrionis commentariis Horatianis, 1858.